# Transferts de compétences en Nouvelle-Calédonie
De nombreux transferts de compétences entre l'échelon étatique français et la collectivité sui generis de Nouvelle-Calédonie ont été opérés par le passé, sont en cours de réalisation ou sont prévus dans l'avenir, notamment par le biais de l'Accord de Nouméa de 1998 et de la loi organique de 1999.

## Historique de 1946 à 1999
La Nouvelle-Calédonie a connu de nombreux statuts depuis 1946 et son passage de colonie à Territoire d'outre-mer (TOM). Certains lui ont donné plus d'autonomie, et donc plus de compétences, et d'autres lui en ont au contraire retiré.

### Statut Defferre (1957-1964)
La loi-cadre Defferre du 23 juin 1956 transfère les compétences suivantes au territoire néo-calédonien : 
- fonction publique territoriale et domaine public territorial créés à cette occasion, adjudication des marchés publics territoriaux (sous réserve de la réglementation générale en la matière) ;
- procédure civile (à l'exception de l'organisation judiciaire), frais de justice, régime pénitentiaire ;
- agents d'affaires, experts, professions libérales et officiers ministériels et civils (sous réserve des dispositions législatives régissant ces questions) ;
- statut civil, affaires et droit coutumiers, règlementation de l'état civil (dans le cadre des lois qui l'organisent) et biens et droits fonciers (sous réserve des dispositions du Code civil) ;
- Budget et finances publiques : responsabilité et ordonnancement budgétaire, fiscalité territoriale (sous certaines réserves, la pleine et entière compétence fiscale du Territoire n'étant pas établie avant 1975), subventions, allocations, prêts, contributions, ristournes, redevances ou emprunts territoriaux ;
- Économie : Commerce intérieur, Conditionnement à l'exportation (sauf la fixation des normes), artisanat, mutualité, syndicats de producteurs ou consommateurs, coopératives, agriculture, élevage, pêche (sous réserve de la législation nationale et des conventions internationales), soutien et encouragement à la production, régime des eaux non maritimes, modalités d'applications du régime des substances minérales, octroi des permis de recherches minières de type B (ceux de types A restent accordés par l'État, avec consultation du Territoire), possibilité d'instituer une obligation d'assurance, organisation des caisses d'épargne du Territoire, conditionnement de l'exercice par les étrangers de certaines professions, tourisme et loteries ;
- protection de l'environnement (des sols, de la nature, des végétaux, lutte phytosanitaire et contre les épizooties), chasse ;
- Transports : terrestres, maritimes intérieurs, aériens domestiques et fluviaux, police des voies de communications terrestres et fluviales ;
- Santé et protection sociale : hygiène, santé publique, thermalisme, règlementation concernant les boissons et la salubrité des débits de boissons, œuvres sanitaires, d'éducation ou d'instruction notamment pour l'enfance délinquante ou abandonnée, protection des « aliénés », assistance sociale, sécurité sociale (sous réserve de la réglementation antérieure) ;
- Éducation et sports : enseignements des premier et second degrés ainsi que professionnels et techniques (sauf les programmes, les modalités d'examens, des brevets et diplômes et la qualification pour enseigner), éducation physique, sports, régime des bourses, subventions et autres aides à l'éducation ;
- Culture : bibliothèques publiques et centres culturels, protection des monuments et des sites ;
- Communication audiovisuelle : conventions à passer avec l'État concernant les formes et conditions d'utilisation des postes émetteurs de radiodiffusion et télévision dans le Territoire.

### Centralisation gaullienne (1964-1977)
Sous les deux présidences de Charles de Gaulle (de 1959 à 1969), l'État opère plusieurs réformes du statut de la Nouvelle-Calédonie allant dans le sens d'une reprise en main des affaires du Territoire. Plusieurs compétences lui sont donc retirées :
- La loi du 30 décembre 1965 transfère la compétence de l'enseignement secondaire à l'État[1].
- Les lois dites Billotte du 17 janvier 1969[2] : 
  - la première donne à l'État le contrôle quasi-exclusif sur la politique minière : le nickel, le chrome et le cobalt (les trois minerais produits en Nouvelle-Calédonie) sont placés dans la catégorie des substances stratégiques dont les conditions de demande et de délivrance des permis de recherche sont définis uniquement par décret, tandis que la délivrance des autorisations personnelles minières (APM) devient de la compétence du ministère de l'Industrie.
  - la deuxième étend à l'ensemble du Territoire l'organisation en communes de droit commun national (avant cela, il n'en existait qu'une de ce type : Nouméa, les autres étant des municipalités de droit local dérogeant au modèle français depuis 1961). Elles sont donc soumises à la tutelle de l'État (et non plus du Territoire) pour leurs actes, et obtiennent les mêmes attributions que leurs homologues métropolitaines, prises donc sur les compétences territoriales. De plus, une partie des recettes budgétaires de la Nouvelle-Calédonie leur sont redistribuées par le biais du fonds intercommunal de péréquation.
  - la troisième réserve le droit d’attribuer des avantages fiscaux à des entreprises qui s’engagent à réaliser des investissements de plus de 575 millions de francs CFP à l’État, qui est donc désigné désormais comme l’interlocuteur valable, à la place du Territoire, pour toute opération d’investissement industriel.

### Statut Stirn (1977-1984)
La loi du 28 décembre 1976, dite du statut Stirn, donne pour la première fois à la Nouvelle-Calédonie une compétence de droit commun, tandis que l'État obtient une compétence d'attribution : tout ce qui n'est pas explicitement donné au gouvernement central par la loi revient au Territoire.
Cette compétence d'attribution à l'État concerne alors : 
- Les missions régaliennes traditionnelles :
  - relations extérieures (avec le contrôle de l'immigration et des étrangers),
  - défense et sécurité (organisation, sécurité générale, maintien de l'ordre, protection civile, matières stratégiques ou d'intérêt général),
  - Monnaie et Trésor (crédit, changes et commerce extérieur),
  - Nationalité,
  - Justice (organisation judiciaire, droit civil, sauf celui du statut civil coutumier, commercial et pénal, état civil, procédure pénale).
- Les domaines jugés stratégiques :
  - Communications extérieures (navigation maritime et aérienne, postes et télécommunications),
  - Domaine public maritime et aérien,
  - Réglementation minière,
  - Enseignements secondaires, supérieurs et techniques et Recherche scientifique,
  - Radiodiffusion-télévision.
- L'Administration d'État et territoriale :
  - Fonction publique d'État,
  - Administration communale et tutelle des collectivités locales.

### Durant les Évènements (1984-1988)
Durant la période des troubles politiques, sociaux et communautaires de la période des « Évènements » (1984-1988), les gouvernements successifs tentent de régler le problème des affrontements entre partisans et opposants à l'indépendance par plusieurs modifications des statuts du Territoire.

#### Statut Lemoine (1984-1985)
La loi du 6 septembre 1984, dite du statut Lemoine, modifie la compétence d'attribution de l'État ainsi :
- ajouts : 
  - principes généraux du droit du travail,
  - assesseurs coutumiers créés auprès du tribunal civil de première instance et de la cour d'appel de Nouméa, l'Office culturel, scientifique et technique canaque (OCSTC), l'aménagement foncier, l'établissement rural et la reconnaissance des droits coutumiers sur le sol néo-calédonien, l'Office de développement de l'intérieur et des îles (ODII) et l'Office foncier.
- suppressions (et donc transferts à la Nouvelle-Calédonie) : 
  - fixation du programme annuel et restrictions quantitatives des importations, prises par la Nouvelle-Calédonie sur la compétence du commerce extérieur,
  - fixation du programme des vols nolisés dans le respect des quotas et tarifs fixés par l'État,
  - procédure civile retirée des compétences étatiques en droit civil,
  - frais de justice retirés de la compétence judiciaire de l'État,
  - réglementation pénitentiaire et relative à la liberté surveillée des mineurs, retirée des attributions sur la procédure pénale en Nouvelle-Calédonie,
  - enseignement du second degré de premier cycle, l'enseignement facultatif des langues locales et régime des bourses et autres aides retirés à la compétence éducative du gouvernement central,
- possibilité de transferts : pour la première fois, cette loi permet à l'Assemblée territoriale de voter le transfert de certaines compétences de l'État (cette disposition ne sera jamais utilisée sous ce statut, ni le suivant) :
  - enseignement du second degré de deuxième cycle,
  - les Offices créés en 1982 (ODII, OCSTC et Office foncier).
- association de la Nouvelle-Calédonie à certaines compétences de l'État :
  - en coopération régionale,
  - pour l'exploration, l'exploitation, la conservation et la gestion des ressources naturelles, biologiques et non biologiques de la Zone économique exclusive (ZEE)
  - pour la recherche (possibilité pour le Territoire d'organiser ses propres services en la matière),
  - pour la communication audiovisuelle (possibilité pour le Territoire de créer une société de production d'émissions à caractère social, culturel et éducatif),
  - pour le droit pénal (possibilité pour le gouvernement ou l'Assemblée territoriaux de prévoir des peines ou amendes pour réprimer les infractions à leurs décisions).

#### Statut Fabius-Pisani (1985-1986)
La loi du 23 août 1985, dite du statut Fabius-Pisani, met en place une organisation transitoire en vue de l'organisation d'un référendum d'autodétermination sur l'indépendance d'ici au 31 décembre 1987. La compétence d'attribution de l'État reste la même que sous le statut Lemoine, mais sur la compétence de droit commun du Territoire certaines sont déléguées à quatre nouvelles Régions (Sud, Centre, Nord et Îles Loyauté). Celles-ci prennent ainsi en charge, :
- le développement et aménagement régional (mise en valeur des ressources forestières et touristiques, activités industrielles et artisanales),
- l'enseignement primaire obligatoire ainsi que des langues et cultures locales,
- la vie culturelle, la jeunesse, les sports et loisirs,
- l'action sanitaire et sociale (formation professionnelle et emploi également),
- le développement rural (agriculture, pêche, aquaculture) et la mise en œuvre de la réforme foncière,
- les infrastructures routières, portuaires et aéroportuaires,
- le logement.

#### Statut Pons I (1986-1988)
La loi du 17 juillet 1986, dite du statut Pons I, limite les compétences des régions en transférant certaines au Territoire :
- l'action sanitaire et sociale,
- le développement rural mise en œuvre de la réforme foncière (même si les régions continuent à y être associés), qui fait l'objet de la création d'un établissement public territorial remplaçant l'ancien Office foncier (qui était un organisme d'État) : l'Agence de développement rural et d'aménagement foncier (ADRAF).

#### Statut Pons II (1988-1989)
La loi du 22 janvier 1988, dite du statut Pons II, est adoptée après le rejet de l'indépendance au référendum d'autodétermination du 13 septembre 1987 (par 98,3 % des suffrages exprimés et 58 % des inscrits, la participation n'étant que de 59,1 % du fait du boycott des indépendantistes). Son but est ainsi d'être durable, de recadrer l'autonomie du Territoire au sein de la République française et de renforcer l'aspect fédéral de la régionalisation.
La compétence d'attribution de l'État telle que définie par le statut Lemoine, et reprises par les statuts Fabius-Pisani et Pons I (à l'exception de l'aménagement foncier dans ce dernier cas), est légèrement modifiée :
- retour dans la compétence de l'État : 
  - les frais de justice et le service public pénitentiaire,
  - l'enseignement du second degré de premier cycle (mais les Régions gardent la charge de l'enseignement facultatif des langues locales et le Territoire celle du régime des bourses et autres aides).
- l'OCSTC est remplacé par un Office culturel calédonien (OCC), qui reste un établissement public d'État, tandis que l'ADRAF créée en 1986 est maintenue comme établissement territorial.
- retrait de la possibilité des transferts prévus par la loi de 1984,
- retrait de la possibilité pour le Territoire de créer une société de production d'émissions à caractère social, culturel et éducatif,
- nouvelle possibilité pour les collectivités locales néo-calédoniennes (communes, régions et Territoire) de créer des sociétés d'économie mixte (SEM) dérogeant au droit commercial français,
- la Nouvelle-Calédonie continue non seulement à fixer le programme des vols nolisés dans le respect des quotas et tarifs fixés par l'État, mais elle peut faire de même avec tous les vols affrétés, sous les mêmes conditions.

Les nouvelles compétences des quatre régions, qui font l'objet de plus d'un nouveau découpage (Sud, Ouest, Est et Îles Loyauté), toujours prises sur celles du Territoire, sont :
- le développement et l'aménagement régional,
- secteur rural : l'agriculture, la pêche côtière, l'aquaculture et les forêts,
- le tourisme,
- ressources naturelles : les énergies nouvelles et l'exploitation des carrières,
- économie : les activités industrielles, commerciales et artisanales,
- infrastructures : les infrastructures routières, portuaires et aéroportuaires,
- action sociale : l'action sanitaire et l'habitat social,
- éducation : l'enseignement des cultures locales et la promotion des langues kanak
- culture : l'animation culturelle,
- la jeunesse et les loisirs,
- emploi : la formation professionnelle et les aides à l'emploi.

### Statut des Accords de Matignon (1989-1999)
Après la signature des accords de Matignon-Oudinot, qui ramènent la paix civile en Nouvelle-Calédonie, des 26 juin et 20 août 1988, une loi référendaire est adoptée le 9 novembre 1988 pour établir un nouveau statut transitoire pour dix ans, en attendant un référendum d'autodétermination avec limitation du corps électoral prévu pour 1998. Elle applique le principe de subsidiarité et une forme de fédéralisme interne, puisque la compétence de droit commun revient aux trois nouvelles provinces (Sud, Nord et Îles Loyauté), des compétences d'attribution étant attribuées à l'État et au Territoire par cette loi, et aux communes selon la législation nationale en vigueur.
L'État reprend en main, en plus de ses attributions précédentes :
- la réglementation des importations,
- la totalité des compétences, sans association ou délégation au Territoire, pour la coopération régionale, la gestion, la conservation et l'exploitation de la ZEE, le droit pénal ou la réglementation minière,
- les principes directeurs de la propriété foncière et les droits réels (l'ADRAF devient un établissement public d'État),
- les principes directeurs de la formation professionnelle,
- la législation relative à l'enfance délinquante et en danger,
- la définition des programmes, le contenu de la formation des maîtres et le contrôle pédagogique de l'enseignement primaire (sauf toujours la prise en charge des maîtres du premier cycle et l'adaptation des programmes du primaire et secondaire en fonction des réalités culturelles et linguistiques qui passent du Territoire aux provinces). Il perd toutefois dans le domaine éducatif la charge de la réalisation et de l'entretien des collèges qui revient également aux provinces.

Les compétences du Territoire, la plupart prises sur des attributions qu'elle a toujours conservé depuis 1946 (les nouvelles compétences, prises à l'État, sont indiquées en gras), sont définies ainsi :
- la fiscalité,
- la fonction publique territoriale, la réglementation des services et établissements publics territoriaux, des marchés publics et des concessions de service public d'intérêt territorial et l'élaboration des statistiques d'intérêt territorial,
- la réglementation en matière de santé et d'hygiène publiques ainsi que de protection sociale, la réglementation et l'organisation des services vétérinaires et de la police intéressant les animaux et les végétaux, la construction, l'équipement, la gestion des établissements de soins d'intérêt territorial,
- la réglementation de la circulation et des transports routiers, le réseau routier d'intérêt territorial et les communications par voie maritime ou aérienne d'intérêt territorial,
- la réglementation des professions libérales et officiers publics ou ministériels,
- la réglementation en matière d'assurances et des prix, le contrôle des poids et mesures et la répression des fraudes
- la procédure civile, l'aide judiciaire, l'administration des services chargés de la protection judiciaire de l'enfance,
- les principes directeurs du droit de l'urbanisme,
- le droit du travail et la formation professionnelle (sans porter préjudices aux attributions de l'État, qui garde la charge des « principes directeurs » dans ces domaines et notamment l'inspection du travail, et des provinces),
- l'organisation de manifestations sportives et culturelles et les équipements sportifs et culturels, d'intérêt territorial,
- les ouvrages de production ou de transport d'énergie électrique, les abattoirs, les équipements portuaires et aéroportuaires, d'intérêt territorial,
- la météorologie et les postes et télécommunications.

Les compétences données aux provinces (qui, outre la réalisation et l'entretien des collèges, prend également à l'État la réglementation minière pour toutes les substances à l'exception de celles utiles à l'énergie atomiques, du nickel, du chrome et du cobalt) qui sont transférées avant le 1er janvier 1990.

## Les transferts de l'Accord de Nouméa
L'accord de Nouméa signé le 5 mai 1998 prolonge la période transitoire avant la consultation d'autodétermination commencée en 1988 de 20 ans (le « pacte trentenaire »). Pendant cette durée, avant 2014, il est prévu de finaliser la décolonisation en Nouvelle-Calédonie par un processus de très forte autonomie ne devant laisser à terme à l'État que les compétences régaliennes (avec l'association des autorités néo-calédoniennes à certaines d'entre elles). La ou les « consultation(s) de sortie » qui doivent être organisées entre 2014 et 2018 doivent porter sur le transfert ou non de ces ultimes compétences de l'État à la Nouvelle-Calédonie pour un accès éventuel (si la population le décide ainsi) à la pleine souveraineté et donc à l'indépendance.
Il existe ainsi cinq types de transferts envisagés par l'accord de Nouméa et par la loi organique du 19 mars 1999, déclarés irréversibles une fois devenus effectifs, conditionnant de fait tout éventuel retour en arrière à la fois à un référendum et à une modification constitutionnelle :
- les transferts aux Provinces ou à la Nouvelle-Calédonie décidés par la loi organique de 1999 elle-même,
- ceux de cinq établissements publics d'État par des décrets en Conseil d'État pris sur proposition du Congrès (article 23 de la loi organique),
- ceux adoptés par loi du pays du Congrès votée à la majorité des deux-cinquièmes dans un certain délai (6 mois ou 2 ans) faisant suite aux élections provinciales de 2004 et de 2009 (Article 26 de la loi organique),
- ceux demandés par une résolution du Congrès après les élections provinciales de 2009 et avant celles de 2014 et nécessitant l'adoption de nouvelles lois organiques par le Parlement français (Article 27 de la loi organique),
- ceux qui auront lieu dans le cas d'un vote en faveur de l'accès à la pleine souveraineté (les missions régaliennes).

### Transferts décidés en 1999 (janvier 2000)
Les transferts décidés en 1999 sont effectifs à partir du 1er janvier 2000.

#### Enseignement primaire
La Nouvelle-Calédonie retrouve la compétence de la formation initiale et continue des maîtres, de la définition des programmes d’enseignement et du contrôle pédagogique pour s’assurer de la qualité de l’enseignement délivré aux élèves scolarisés dans le 1er degré. Une Direction de l'Enseignement (DENC) est créée au sein du gouvernement de la Nouvelle-Calédonie en décembre 1999 pour regrouper les personnels pédagogiques (inspecteurs, conseillers pédagogiques) et administratifs transférés du vice-rectorat. Les nouveaux programmes d'enseignement ont été adoptés en 2005.
Les provinces conservent la prise en charge des maîtres et l'adaptation des programmes aux réalités culturelles et linguistiques locales.

#### Commerce extérieur et douanes
La loi organique de 1999 donne à la Nouvelle-Calédonie la compétence quasi-exclusive concernant le contrôle du commerce extérieur (à l'exception des prohibitions à l'importation et à l'exportation relatives à des matières relevant de la compétence de l'État, qui sont réduites aux seuls matériaux nécessaires à la recherche nucléaire et au matériel militaire et armes), et donc du régime douanier et de la réglementation de tous les investissements directs étrangers (alors qu'elle était limitée à ceux inférieurs à certains montants auparavant).

#### Principes directeurs du Travail
Le droit du travail (y compris les principes directeurs et l'inspection du travail), le droit syndical, la formation professionnelle (y compris les principes directeurs et l'attribution de diplômes à ce titre, mais toujours sans préjudice des actions des provinces dans ce domaine) et l'accès au travail des étrangers deviennent par la loi organique de 1999 dans leur totalité des compétences de la Nouvelle-Calédonie. Le service de l'inspection du travail, qui était mixte État-Territoire, est devenu à la date du transfert le 1er janvier 2000 la Direction du Travail et de l’Emploi (DTE) au sein du gouvernement de la Nouvelle-Calédonie. Le code du travail de Nouvelle-Calédonie est ainsi créé par une loi du pays du 13 février 2008, tandis qu'un autre texte relatif à la protection, à la promotion et au soutien de l'emploi local est acté le 12 août 2010.

#### Réglementation minière
La Nouvelle-Calédonie obtient par la loi organique de 1999 la compétence pour la réglementation relative au nickel, au chrome et au cobalt, tandis que les provinces conservent le contrôle sur les permis d'exploitation et l'application de cette réglementation. Le Service des Mines et de l’Énergie devient en 2004 la Direction de l'Industrie, des Mines et de l'Énergie (DIMENC) au sein du gouvernement de la Nouvelle-Calédonie. L'archipel se dote d'un schéma minier par délibération du 18 mars 2009 et d'un Code minier par loi du pays du 16 avril 2009.

#### Domaine maritime
La Nouvelle-Calédonie est à partir du 1er janvier 2000 officiellement compétente pour la réglementation et l'exercice des droits d'exploration, d'exploitation, de gestion et de conservation des ressources naturelles, biologiques et non biologiques de la ZEE.

### Transferts d'établissements publics
L'article 23 de la loi organique de 1999 prévoit le transfert possible de cinq établissements publics de l'État à la Nouvelle-Calédonie, par décret en Conseil d'État pris sur proposition du Congrès. Il « emporte cession à la Nouvelle-Calédonie à titre gratuit des contrats, droits et obligations de l’État. Il ne donne lieu au versement d'aucun honoraire, salaire, émolument ou taxe ». Il s'agit de :
- l'Office des postes et télécommunications (OPT),
- l'Institut de formation des personnels administratifs (IFPA),
- l'Agence de développement rural et d'aménagement foncier (ADRAF),
- l'Agence de développement de la culture kanak (ADCK),
- le Centre de documentation pédagogique (CDP).

#### OPT (janvier 2003)
La Nouvelle-Calédonie a demandé le transfert de l'OPT par résolution du Congrès du 21 décembre 1999. Par conséquent, le décret a été pris en Conseil d'État en date du 2 mai 2002, et le transfert a été effectif le 1er janvier 2003. Sa nouvelle structure avait entretemps été fixée par une délibération du Congrès du 23 octobre 2000.

#### IFPA devenue IFAP (octobre 2003)
La résolution du Congrès de demande de transfert de l'IFPA a été actée le 5 septembre 2000. Le décret relatif date du 1er août 2002 et le transfert est effectif au 1er octobre 2003. La délibération sur la réorganisation de cet organisme et son changement de nom en Institut de formation à l'administration publique (IFAP) a été actée par le Congrès le 12 décembre 2002.

#### CDP (janvier 2012)
Le processus du transfert du Centre de documentation pédagogique a été lancé lors du VIIe Comité des signataires de l'Accord de Nouméa le 8 décembre 2008, puis demandé par une résolution du Congrès du 27 juillet 2010. Le décret de transfert est pris le 31 mai 2011, pour être effectif au 1er janvier 2012.

#### ADCK (janvier 2012)
Le processus du transfert de l'ADCK (qui gère notamment le Centre culturel Tjibaou) a également été lancé lors du VIIe Comité des signataires de l'Accord de Nouméa le 8 décembre 2008. Il a été demandé par une résolution du Congrès du 30 novembre 2010. Le décret de transfert est pris le 16 novembre 2011, pour être effectif au 1er janvier 2012. La convention entre l'État et le gouvernement de la Nouvelle-Calédonie fixant les modalités du transfert est signée au Centre culturel Tjibaou le 21 août 2012 par le Haut-commissaire Albert Dupuy et le président de l'exécutif local Harold Martin.

#### ADRAF (prévu)
Le processus du transfert de l'ADRAF a également été lancé lors du VIIe Comité des signataires de l'Accord de Nouméa le 8 décembre 2008. Il n'a toutefois pas fait l'objet pour l'instant d'une demande officielle par résolution du Congrès. À partir du 11 mars 2011, le suivi de la question est confié à un membre du gouvernement de la Nouvelle-Calédonie, Anthony Lecren.

### Transferts prévus par l'article 26
L'article 26 de la loi organique permet au Congrès de décider, par le biais de lois du pays votées à la majorité des deux cinquièmes, un certain nombre de transferts. Un délai a été fixé pour leur adoption : à l'origine avant le dernier jour du sixième mois suivant l'installation des assemblées élues par les élections provinciales du 9 mai 2004 ou du 10 mai 2009 pour l'ensemble des compétences concernées. Aucun transfert n'a toutefois été décidé après le scrutin de 2004. Le VIIe Comité des signataires de l'Accord de Nouméa le 8 décembre 2008 a cependant, « dans un souci de réalisme et de progressivité », décidé de donner un délai supplémentaire (jusqu'au 31 décembre 2009) pour deux transferts particuliers, choix acté par une révision de la loi organique du 3 août 2009.
Les compétences concernées sont les suivantes :
- délai de six mois (lois du pays du Congrès du 30 novembre 2009) :
  - la police et la sécurité en matière de circulation aérienne intérieure et des exploitants établis en Nouvelle-Calédonie dont l’activité principale n’est pas le transport aérien international.
  - la police et sécurité de la circulation maritime s'effectuant entre tous points de la Nouvelle-Calédonie, et de sauvegarde de la vie humaine en mer dans les eaux territoriales.
  - l'enseignement du second degré public et privé et du premier degré privé, l'enseignement agricole et la santé scolaire.
- délai de deux ans (à adopter avant le 31 décembre 2011) :
  - droit civil et commercial et règles concernant l'état civil.
  - sécurité civile.

#### Chronologie de la préparation des transferts
- 1er juillet 2005 : création de la cellule des transferts de compétences auprès du secrétaire général du gouvernement de la Nouvelle-Calédonie.
- 2 février 2006 : Ve Comité des signataires de l'Accord de Nouméa, réuni à Paris. Il décide de mettre en place des groupes de travail entre l'État et la Nouvelle-Calédonie sur la question[22].
- 9 février 2007 : réunion du premier comité de pilotage sur les transferts de compétences, présidé par le Haut-commissaire.
- 15 janvier-10 juillet 2007 : mise en place et réunion de 17 groupes et 13 sous-groupes de travail sur les transferts de compétences.
- 20 décembre 2007 : VIe Comité des signataires de l'Accord de Nouméa, réuni à Paris sous la présidence du Premier ministre. L'État y propose de constituer, sous la responsabilité et la coordination du Haut-commissaire et du secrétariat d'État (puis ministère) de l'outre-mer, une mission d'appui composée au niveau central de fonctionnaires appartenant aux différents ministères concernés pour appuyer les groupes de travail du comité de pilotage[22].
- 12 février 2008 : deuxième réunion du comité de pilotage.
- 20 février 2008 : installation de la mission d’appui sur les transferts de compétences à Paris par le Premier ministre.
- 27 mars-16 octobre 2008 : réunion de 33 comités techniques et 25 comités consultatifs.
- 21 avril 2008 : troisième réunion du comité de pilotage.
- 21-25 avril 2008 : premier séjour de la mission d’appui en Nouvelle-Calédonie.
- 13 octobre 2008 : quatrième réunion du comité de pilotage.
- 13-17 octobre 2008 : second séjour de la mission d’appui en Nouvelle-Calédonie.
- 17 octobre 2008 : cinquième réunion du comité de pilotage.
- 8 décembre 2008 : VIIe Comité des signataires de l'Accord de Nouméa, réuni une nouvelle fois à Paris sous la présidence du Premier ministre. Il fixe les modalités techniques (notamment sur les compensations financières) des transferts, ainsi que l'accord d'un délai supplémentaire pour deux compétences[22].
- 3 août 2009 : adoption, après vote des deux chambres du Parlement français, la loi organique relative à l'évolution institutionnelle de la Nouvelle-Calédonie et portant ratification d'ordonnances, qui modifie celle de 1999 pour ratifié les décisions du VIIe Comité des signataires.
- 1er septembre 2009 : les trois avant-projets de lois du pays sur les transferts devant être décidés avant le 30 novembre de cette année (en matière éducative, police et la sécurité en matière de circulation aérienne intérieure et des exploitants établis en Nouvelle-Calédonie dont l’activité principale n’est pas le transport aérien international et celles de la circulation maritime s'effectuant entre tous points de la Nouvelle-Calédonie et de sauvegarde de la vie humaine en mer dans les eaux territoriales) sont adoptés par le gouvernement de la Nouvelle-Calédonie.
- 18 septembre 2009 : le Conseil économique et social rend son avis sur les trois projets de lois du pays.
- 13-14 octobre 2009 : avis du Conseil d'État sur les trois projets de lois du pays.
- 30 novembre 2009 : vote par le Congrès, à l'unanimité, des trois lois du pays sur les transferts en matière éducative, de police et sécurité en matière de circulation aérienne intérieure et des exploitants établis en Nouvelle-Calédonie dont l’activité principale n’est pas le transport aérien international et de police et sécurité de la circulation maritime s'effectuant entre tous points de la Nouvelle-Calédonie et de sauvegarde de la vie humaine en mer dans les eaux territoriales[23].
- 20 septembre 2010 : signature par le président du gouvernement de la Nouvelle-Calédonie Philippe Gomès et le Haut-commissaire Yves Dassonville de la convention-cadre définissant la forme, les domaines et les modalités de l’accompagnement du gouvernement de la Nouvelle-Calédonie par l’État pour les transferts[24].
- 30 décembre 2011 : vote par le Congrès de deux lois du pays sur les transferts de la sécurité civile et du droit civil et commercial et des règles concernant l'état civil[25].

#### Acteurs de la préparation[26]
Le Comité de pilotage coordonne et traite les informations, conseils et informations apportés par l'ensemble des groupes de travaux, comités techniques et consultatifs, des missions d'appui et de la cellule du gouvernement de la Nouvelle-Calédonie, et donc organise la préparation des transferts. Il s'est réuni cinq fois entre le 9 février 2007 et le 17 octobre 2008. Il est présidé par le Haut-commissaire de la République et réunit les dirigeants ou porte-paroles de partis politiques signataires de l’Accord de Nouméa ou dirigeants d'institutions (Gouvernement, Congrès, Assemblées de Provinces), accompagnés de délégations.
Les 10 comités techniques rassemblent des représentants politiques ainsi que des experts désignés par le gouvernement (un par établissement public et par domaine de compétence à transférer) pour, comme leur nom l'indique, rendre des avis techniques sur les solutions juridiques à apporter pour réaliser les transferts dans les meilleures conditions. Ils concernent :
- les questions transversales,
- l'enseignement public du second degré,
- l'enseignement privé,
- la santé scolaire,
- la police et la sécurité aérienne intérieure,
- la police et la sécurité maritime dans les eaux territoriales,
- la sécurité civile,
- le CDP,
- l'ADCK,
- l'ADRAF.

S'y ajoutent 7 comités consultatifs, constitués des partenaires sociaux (représentants d’associations, d’entreprises, de syndicats) qui rendent un avis sur les modalités des transferts de compétences les concernant directement. Ils permettent d'associer tous les acteurs concernés à la discussion sur les transferts. Ils concernent :
- l'éducation,
- la sécurité civile,
- la sécurité aérienne,
- la sécurité maritime,
- le droit civil et commercial,
- l'ADCK,
- l'ADRAF.

La cellule des transferts de compétences auprès du secrétaire général du gouvernement de la Nouvelle-Calédonie, créée le 1er juillet 2005, assiste les représentants de la Nouvelle-Calédonie dans le travail préparatoire entrepris avec les services de l’État dans le cadre des autres entités créées sur le sujet.
Enfin, la mission d’appui, installée par le Premier ministre François Fillon le 20 février 2008, est composée d’une quinzaine de hauts fonctionnaires ou ingénieurs, nommés directement par les ministères métropolitains concernés par les transferts. Comme son nom l’indique, elle vient appuyer les différents groupes et comités locaux travaillant à trouver les solutions techniques et juridiques aux transferts de compétences. En liaison avec le secrétariat d’État à l’Outre-mer, le Haut-commissaire de la République est chargé de la coordination de ses travaux. Elle s'est rendue deux fois en Nouvelle-Calédonie en 2008.

#### Modalités de transferts

##### Compensations financières
L'article 55 de la loi organique de 1999 fixe les modalités de compensations des « charges correspondant à l'exercice des compétences nouvelles ». Elles ont été précisées par le VIIe Comité des signataires du 8 décembre 2008 et donc par la réforme de la loi organique du 3 août 2009.
Les compensations en règle générale sont, selon l'article 55 :
- « équivalentes aux dépenses consacrées, à la date du transfert, par l'État, à l'exercice des compétences transférées, diminuées des augmentations de ressources entraînées par les transferts sous réserve des articles 49, 49-1 [sur le fonds intercommunal de péréquation de fonctionnement et d'équipement] et 181 [sur les dotations de fonctionnement et d'équipement versés aux provinces] »,
- égales, pour les charges d'investissement, à « la moyenne des dépenses actualisées, hors taxe et fonds de concours, constatées sur une période de dix ans précédant le transfert de compétences »,
- égales, pour les charges d'équipement, à « la moyenne des dépenses actualisées constatées sur une période de trois ans précédant le transfert de compétences »,
- actualisées « chaque année comme la somme du taux prévisionnel d'évolution de la moyenne annuelle de l'indice des prix à la consommation (hors tabac) de l'année de versement et de la moitié du taux d'évolution du produit intérieur brut en volume de l'année en cours, sous réserve que celui-ci soit positif »,
- intègrent les transferts de personnel (notamment l'indemnité d'éloignement),
- contrôlées par « une commission consultative d'évaluation des charges composée paritairement de représentants de l'État et de chaque catégorie de collectivité concernée. Présidée par un représentant élu des collectivités, elle est consultée sur les modalités de compensation des charges correspondant aux compétences transférées à la Nouvelle-Calédonie et aux provinces ».

Pour le transfert de l'enseignement secondaire public, des compensations particulières ont été décidées par la réforme du 3 août 2009 qui crée l'article 55-1 : 
- le droit à compensation pour les charges d'investissement égale « la moyenne des dépenses actualisées, hors taxe et fonds de concours, constatées sur la période comprise entre 1998 et 2007 » (et non sur les 10 ans précédant le transfert, comme c'est le cas pour les autres compétences nouvelles),
- ce même droit évolue « dans la même proportion que la variation de la moyenne sur quatre trimestres de l'indice du coût de la construction (ICC) en Nouvelle-Calédonie »,
- l'État continue à assurer « jusqu'à leur terme, le financement des opérations de réalisation des lycées d'enseignement général, technique et professionnel du Mont-Dore et de Pouembout qu'il a engagées avant que le transfert ne soit effectif »,

##### Transferts des personnels
De plus, la réforme du 3 août 2009 introduit également dans la loi organique un article 59-1 qui établit des conditions particulières de transfert des personnels de l'enseignement secondaire public et privé de premier et second cycle, avec une mise à disposition globale et gratuite pour une durée de 5 ans suivi d'un droit d'option avec possibilité de continuer la mise à disposition à titre individuel et de manière indéterminée :
- globale et gratuite : « les personnels rémunérés sur le budget de l'État au titre de l'exercice de ces compétences sont mis à la disposition de la Nouvelle-Calédonie. Par dérogation aux règles statutaires des personnels concernés, cette mise à disposition est globale et gratuite. Ces personnels demeurent régis par les dispositions légales et réglementaires qui leur sont applicables. Durant cette période, la rémunération de l'ensemble des personnels mis à la disposition de la Nouvelle-Calédonie est à la charge de l'État »,
- sur 5 ans : « dans un délai de cinq ans à compter de l'adoption de la loi du pays prévue à l'article 26 [celle du transfert, donc jusqu'à fin novembre 2014], une convention passée entre le Haut-commissaire et le président du gouvernement de la Nouvelle-Calédonie fixe les modalités de la mise à disposition prévue à l'alinéa précédent. En l'absence de convention conclue dans le délai précité, un décret en Conseil d'État fixe ces modalités ». La disposition selon laquelle un « décret en Conseil d'État fixe le terme de cette mise à disposition et les modalités du transfert de ces personnels, après avis de la commission consultative d'évaluation des charges prévue à l'article 55 » a été déclarée non conforme à la Constitution par la décision du Conseil constitutionnel n° 2009-587 DC du 30 juillet 2009.
- droit d'option : au bout de la période de 5 ans de mise à disposition :
  - fonctionnaires de l'État, « s'ils ne sont pas assujettis à une règle de limitation de la durée du séjour », qui, « outre les options prévues au II de l'article 59 [obtenir le statut de fonctionnaire de la Nouvelle-Calédonie ou son maintien dans le cadre d'État, avec possibilité de détachement de longue durée dans un emploi de la Nouvelle-Calédonie ou dans un service de l'État], ces fonctionnaires peuvent demander à être mis à la disposition de la Nouvelle-Calédonie à titre individuel, dans les conditions prévues à l'article 41 de la loi n° 84-16 du 11 janvier 1984 portant dispositions statutaires relatives à la fonction publique de l'État »,
  - agents non titulaires de l'État optent « entre le statut d'agent contractuel de l'État mis à la disposition de la Nouvelle-Calédonie à titre individuel ou le statut d'agent contractuel de la Nouvelle-Calédonie »,
  - De plus, « les personnels qui n'ont pas fait usage de leur droit d'option au terme de la mise à disposition prévue au deuxième alinéa du présent article sont réputés avoir sollicité une mise à disposition à titre individuel ».
- places réservées pour les concours de l'enseignement : « la Nouvelle-Calédonie peut demander qu'à l'occasion des concours de recrutement organisés par l'État des postes de la fonction publique de la Nouvelle-Calédonie, dont le nombre est déterminé par le gouvernement de la Nouvelle-Calédonie, soient réservés aux candidats remplissant les critères d'accès à la fonction publique de la Nouvelle-Calédonie. Les conditions d'admissibilité et d'admission des candidats concourant au titre de ces postes sont les mêmes que pour les autres candidats. Les candidats admis au concours au titre des postes réservés à la Nouvelle-Calédonie ont la qualité de fonctionnaire stagiaire de la collectivité ».

Pour les autres compétences transférées, les agents concernés sont mis à disposition du service ou établissement relevant désormais de la Nouvelle-Calédonie, tandis que les fonctionnaires de l'État disposent également d'un droit d'option dans un délai de deux ans après la date effective du transfert pour obtenir le statut de fonctionnaire de la Nouvelle-Calédonie ou être maintenus dans le cadre d'État, avec possibilité de détachement de longue durée dans un emploi de la Nouvelle-Calédonie ou dans un service de l'État. Au cas où ce droit d'option n'aurait pas été utilisé par des fonctionnaires, ceux-ci « sont réputés avoir choisi le maintien de leur statut de fonctionnaire de l'État et avoir sollicité leur détachement » de longue durée « dans un emploi de la Nouvelle-Calédonie, des provinces ou de l'établissement public de la Nouvelle-Calédonie auprès duquel il exerce ses fonctions ».

#### Police et sécurité maritime intérieure (janvier-juillet 2011)
La loi du pays du 28 novembre 2009 « relative au transfert à la Nouvelle-Calédonie des compétences de l’État en matière de police et sécurité de la circulation maritime s’effectuant entre tous points de la Nouvelle-Calédonie, et de sauvegarde de la vie humaine en mer dans
les eaux territoriales » fixe les domaines précisément transférés et l'échéancier de leur passage sous le contrôle de la Nouvelle-Calédonie. Il s'agit alors de :
- la police et la réglementation de la circulation maritime dans les eaux territoriales (transfert effectif à partir du 1er juillet 2011), soit :
  - la réglementation de la circulation maritime et son application,
  - la réglementation du pilotage maritime et donc l'organisation des stations de pilotage, des concours de recrutement des pilotes et pilotes de port, de leur titularisation et de leur affectation, ainsi que la définition du statut des pilotes et des droits et obligations des navires pilotés,
  - la fixation des règles relatives aux manifestations nautiques.
- la sécurité de la navigation dans les eaux territoriales (transfert effectif au 1er janvier 2011), soit :
  - l'hydrographie : responsabilité de l’exécution des travaux d’hydrographie dans les eaux territoriales ;
  - la signalisation maritime : son établissement et, en particulier, la définition du balisage, l'installation et l'entretien des établissements de signalisation maritime (ESM), conformément aux règles de l’Association internationale de signalisation maritime (AISM).
- la réglementation de la sécurité des navires et l’inspection des navires qui sont immatriculés en Nouvelle-Calédonie et qui effectuent une navigation entre tous points de la Nouvelle-Calédonie, à l’exception de ceux qui effectuent une navigation internationale ou sont astreints à un titre de sécurité international dont la délivrance reste de la compétence de l’État (transfert effectif à partir du 1er juillet 2011), soit :
  - définition des normes applicables à ces navires en matière de sécurité, d’hygiène, d’habitabilité, de prévention des pollutions et des risques professionnels,
  - la vérification de la conformité des navires aux normes applicables et la délivrance des titres et certificats en attestant.
- la sauvegarde de la vie humaine en mer dans les eaux territoriales (transfert effectif à partir du 1er juillet 2011), soit la responsabilité de la coordination des opérations de recherche et de sauvetage, sans préjudice des obligations contractées par la France auprès de l’Organisation maritime internationale (OMI) pour l’ensemble de la zone Search and Rescue (SAR) de Nouvelle-Calédonie, et notamment du rôle du Maritime Rescue Coordination Center (MRCC) de Nouméa.

#### Matières éducatives (janvier 2012)
La loi du pays du 28 novembre 2009 « relative au transfert à la Nouvelle-Calédonie des compétences de
l’État en matière d’enseignement du second degré public et privé, d’enseignement primaire privé et de santé scolaire » fixe les domaines précisément transférés et l'échéancier de leur passage sous le contrôle de la Nouvelle-Calédonie. Il s'agit alors de :
- l'organisation des enseignements scolaires, soit :
  - la répartition des moyens consacrés à l’éducation, afin d’assurer en particulier l’égalité d’accès au service public,
  - le contrôle et l'évaluation des politiques éducatives, en vue d'assurer la cohésion d'ensemble du système éducatif (sous couvert de la compétence conservée par l'État en matière de contrôle pédagogique des enseignants du secondaire),
  - la planification et l'organisation des formations,
  - la définition des modalités de la scolarisation dans les établissements scolaires, et notamment celles des élèves présentant un handicap ou un trouble de santé invalidant,
  - l'arrêté de la carte scolaire,
  - l'information, l'orientation et l'affectation des élèves,
  - l'organisation de la concertation et de la consultation locale dans le domaine de l'enseignement,
  - le contrôle pédagogique des maîtres de l'enseignement primaire privé.
- les établissements d'enseignements scolaires secondaires publics, surtout pour la gestion du parc lycéen (la construction, la gestion et l'entretien des collèges reste toujours de la compétence des provinces), soit :
  - la fixation des règles de l'organisation administrative et financière des établissements (collèges et lycées) et de leur fonctionnement, sous réserve des dispositions budgétaires et comptables applicables aux établissements publics de la Nouvelle-Calédonie ainsi que du contrôle de légalité et du contrôle comptable et budgétaire de la Chambre territoriale des comptes et du tribunal administratif,
  - la fixation des règles de gestion du patrimoine mobilier et immobilier des lycées,
  - la construction, la reconstruction, l'extension, les grosses réparations, l'équipement et le fonctionnement des lycées (sauf ceux devant être construits par l'État dans le cadre des garanties donné par celui-ci pour les transferts, en l'occurrence ceux du Mont-Dore et de Pouembout),
  - l'établissement du programme prévisionnel des investissements relatifs aux lycées (localisation des établissements, leur capacité d’accueil et le mode d’hébergement des élèves).
- pour les établissements d'enseignements scolaires privés :
  - la définition des conditions d’ouverture des établissements,
  - la définition des rapports entre la Nouvelle-Calédonie et les établissements et, en particulier, les modalités de contrôle des établissements, ainsi que celles de passation des contrats simples et des contrats d’association à l’enseignement public entre les établissements et la Nouvelle-Calédonie.
- la vie scolaire, soit :
  - la définition des droits et obligations des élèves (règles relatives au travail scolaire, à l’assiduité, au respect d’autrui et du cadre de vie, à l’information, à l’expression et à la discipline, y compris le régime des sanctions),
  - l'organisation du temps et de l'espace scolaire.
- la santé scolaire, soit :
  - la protection de la santé en milieu scolaire (organisation des visites, contrôles et examens médicaux des élèves),
  - une contribution à la prévention des mauvais traitements.

Trois dates possibles pour le transfert effectif étaient initialement prévus, en fonction de la signature ou non de la convention de mise à disposition globale et gratuite du personnel de l'État en matière éducative :
- au 1er janvier 2012 si cette convention a été signée avant cette date,
- le 1er jour du quatrième mois qui suit la signature de la convention si elle est passée après le 1er janvier 2012, de la convention précitée,
- le 1er janvier 2014 au plus tard.

La convention est signée le 18 octobre 2011, et le transfert peut donc avoir lieu au 1er janvier 2012.
L'État conserve les compétences pour, :
- la formation initiale des maîtres du secondaire du privé, ainsi que la formation et la qualification des personnels de l'enseignement secondaire public,
- la délivrance des diplômes nationaux,
- la définition des programmes et l'organisation du contenu des enseignements du secondaire public (dans la limite de la possibilité de leur adaptation aux réalités culturelles et linguistiques locales déjà détenue par la Nouvelle-Calédonie et surtout par les provinces),
- le contrôle du système éducatif et pédagogique des enseignants, ainsi que pour la gestion des carrières et les salaires des personnels mis à disposition,
- les contrats simples et d'associations avec l'enseignement privé, conjointement avec la Nouvelle-Calédonie.

#### Police et sécurité aérienne intérieure (janvier 2013)
La loi du pays du 28 novembre 2009 « relative au transfert à la Nouvelle-Calédonie des compétences de l’État en matière de police et sécurité de la circulation aérienne intérieure et des exploitants établis en Nouvelle-Calédonie dont l’activité principale n’est pas le transport aérien international » fixe les domaines précisément transférés et l'échéancier de leur passage sous le contrôle de la Nouvelle-Calédonie qui est effectif au 1er janvier 2013. Il s'agit alors de :
- la police et la sécurité du transport aérien intérieur, soit :
  - la définition des règles applicables dans ces matières aux exploitants établis en Nouvelle-Calédonie dont l’activité principale n’est pas le transport aérien international,
  - la prise de l’ensemble des décisions relatives aux autorisations administratives auxquelles sont soumis ces mêmes exploitants,
  - le suivi et la surveillance des exploitants titulaires d’un Certificat de transporteur aérien (CTA), délivré par la Nouvelle-Calédonie,
  - l'inspection au sol des aéronefs des exploitants français pour lesquels la Nouvelle-Calédonie a délivré le CTA.
- l'aviation générale, soit : 
  - la définition des règles applicables en matière d’aviation générale,
  - la prise des décisions administratives relatives aux agréments et la surveillance des exploitants de travail aérien,
  - l'accord des dérogations à la hauteur minimale de survol au-dessus des agglomérations et hors-agglomération,
  - la délivrance des autorisations d'utilisation des aérodromes à usage restreint, des autorisations particulières d'utilisation d'hélisurfaces en agglomération et des autorisations de travail aérien avec utilisation d'aéronefs n'ayant pas de CTA délivré par la Nouvelle-Calédonie,
  - la délivrance des autorisations et la surveillance des manifestations aériennes,
  - la surveillance des activités d'aviation générale,
  - l'identification des aéronefs ultra-légers motorisés (ULM) et les licences de station d'aéronef.
- la navigabilité et l’entretien des aéronefs effectuant du transport aérien intérieur, soit :
  - la prise de l’ensemble des décisions relatives à la navigabilité des aéronefs basés en Nouvelle-Calédonie ou des aéronefs construits ou assemblés en Nouvelle-Calédonie,
  - la prise des décisions administratives relatives aux agréments.
- la qualification des personnels navigants relevant de la circulation aérienne intérieure, hormis les licences qui restent régies par les conventions ou accords internationaux signés par la France, soit :
  - la définition des règles applicables en matière de qualification des personnels navigants,
  - la délivrance des agréments et la surveillance des organismes de formation aux qualifications des personnels navigants ou de ceux intégrés aux entreprises du transport aérien intérieur,
  - l'habilitation et le contrôle des examinateurs et l'organisation des examens théoriques et pratiques des personnels navigants dont la qualification est délivrée par la Nouvelle-Calédonie,
  - la délivrance, le renouvellement ou la prorogation des qualifications des personnels navigants dont les formations sont effectuées dans un organisme agréé par la Nouvelle-Calédonie ou dans un organisme de formation déclaré en Nouvelle-Calédonie,
  - la validation des licences étrangères des personnels navigants relevant de la circulation aérienne intérieure,
  - la définition des règles en matière de sanction disciplinaire des personnels navigants dont la qualification est délivrée par la Nouvelle-Calédonie.
- la réglementation des aérodromes de Nouvelle-Calédonie, hormis l’aéroport international de Nouméa - La Tontouta (qui reste dans la compétence de l'État), soit :
  - la définition des règles applicables en matière de création, d’homologation et d’utilisation des infrastructures aéroportuaires,
  - la définition de l'organisation et du fonctionnement ainsi que la surveillance des Services de sauvetage et de lutte contre les incendies d'aéronefs (SSLIA),
  - la délivrance des certifications de sécurité aux exploitants d'aérodrome,
  - l'homologation et la surveillance des conditions d'exploitation des pistes d'aérodromes,
  - l'ouverture des aérodromes à la circulation aérienne,
  - l'approbation et l'application des plans de servitude aéronautique,
  - la délivrance des agréments et la surveillance des organismes et des personnels des SSLIA.
- la navigation aérienne intérieure :
  - la définition des règles de navigation aérienne et tout particulièrement celles d’organisation des espaces aériens,
  - la fourniture des prestations en matière de services de la circulation aérienne.

#### Droit civil, commercial et état civil (juillet 2013)
Le VIIe Comité des signataires du 8 décembre 2008 ainsi que la réforme du 3 août 2009 de l'article 26 de la loi organique ont permis de reporter la date butoir de décision par le Congrès pour le droit civil et commercial et les règles concernant l'état civil au 31 décembre 2011. Le Comité de 2008, suivi par la convention-cadre du 20 septembre 2010, a également prévu d'organiser l'accompagnement par l'État de ce transfert avec :
- l'appui de l’État à la Nouvelle-Calédonie pour le recensement des textes applicables en ces domaines et extension par l’État des textes en suspens (ceux non encore étendus à la Nouvelle-Calédonie, par exemple le Pacte civil de solidarité dit Pacs, le bail, la loi sur la bioéthique ou la protection des droits de la dignité des personnes en matière de santé),
- la constitution d’un groupe de suivi du transfert de cette compétence avec des fonctionnaires de haut niveau de la direction des affaires civiles et du Sceau et de la délégation générale à l’outre-mer, permettant notamment de résoudre les litiges résultant d’un conflit de hiérarchie des normes,
- le renforcement par la Nouvelle-Calédonie de ses services chargés de l’élaboration des textes et soutien de l’État par des formations adaptées, et la constitution d'une commission des lois au Congrès.
- la définition des modalités de soutien après le transfert (détachement d’un magistrat ou fonctionnaires si besoin est, poursuite du travail du groupe de suivi, aide à la rédaction des législations).

La loi du pays est finalement votée par le Congrès le 30 décembre 2011, pour un transfert effectif au 1er juillet 2013 si toutes les conventions avec l'État ont été signées et un si un arrêté du gouvernement constatant la réalisation des extensions des textes législatifs et réglementaires demandées par la Nouvelle-Calédonie a été pris entretemps. Les extensions souhaitées ayant été réalisées avant le 1er juillet 2013, le gouvernement néo-calédonien le constate par un arrêté le 29 juin 2013, et le transfert de compétences intervient à la date prévue.

#### Sécurité civile (janvier 2014)
De même et de manière simultanée, le transfert de la sécurité civile à la Nouvelle-Calédonie a été retardé, avec la même échéance au 31 décembre 2011. Les mesures d'accompagnement par l'État envisagées au VIIe Comité des signataires et actées dans la convention-cadre du 20 septembre 2010 comprenaient :
- un processus fondé sur le Schéma directeur d'analyse et de couverture des risques (SDACR) en cours d'approbation,
- un accompagnement technique et financier par l’État permettant un renforcement des moyens opérationnels,
- la formation et la sensibilisation des responsables sur cette compétence,
- la modification de l’ordonnance de février 2006 pour adapter à la Nouvelle-Calédonie les dispositions concernant les services d’incendie et de secours, par l'ordonnance du 29 octobre 2009 qui crée notamment l'Établissement public d’incendie et de secours de Nouvelle-Calédonie (EPISNC)[37]. L'organisation et le fonctionnement de ce dernier est fixé par un décret du 22 mars 2011[38].

La loi du pays est finalement votée par le Congrès le 30 décembre 2011, pour un transfert effectif au 1er janvier 2014.

### Transferts prévus par l'article 27
Depuis le début de la mandature issue des élections provinciales du 10 mai 2009, le Congrès peut, selon l'article 27 de la loi organique, demander par une résolution qu'une nouvelle loi organique (votée par le Parlement national) lui transfère également les compétences suivantes :
- l'organisation administrative locale, à savoir les règles relatives à l'administration et le contrôle de la légalité des provinces, des communes et de leurs établissements publics, ainsi que le régime comptable et financier des collectivités publiques et de leurs établissements publics,
- l'enseignement supérieur,
- la communication audiovisuelle.